# Pierrefontaine-les-Varans
Pierrefontaine-les-Varans is een gemeente in het Franse departement Doubs (regio Bourgogne-Franche-Comté). De plaats maakt deel uit van het arrondissement Pontarlier. Pierrefontaine-les-Varans telde op 1 januari 2022 1.361 inwoners.

## Geografie
De oppervlakte van Pierrefontaine-les-Varans bedraagt 28,9 vierkante kilometer; de bevolkingsdichtheid is 48 inwoners per km² (per 1 januari 2019).
De onderstaande kaart toont de ligging van Pierrefontaine-les-Varans met de belangrijkste infrastructuur en aangrenzende gemeenten.

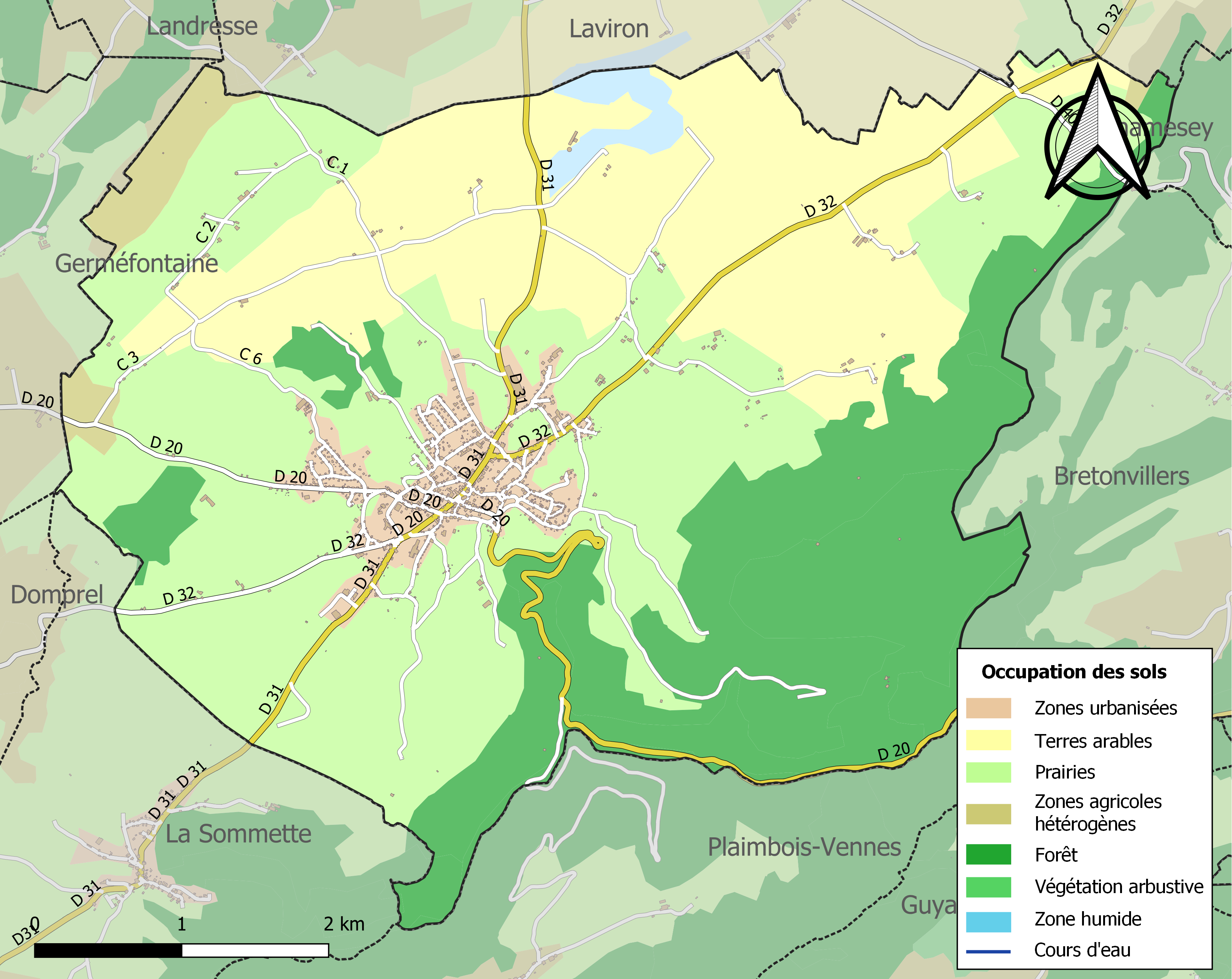

## Demografie
Onderstaande figuur toont het verloop van het inwonertal (bron: INSEE-tellingen).